# Михайлов, Анатолий Михайлович (учёный-металлург)
Анатолий Михайлович Михайлов (1 октября 1925 года, Ковров, Владимирская губерния — 1988 год) — советский учёный-металлург, лауреат Премии Совета Министров СССР.

## Биография
Родился 1 октября 1925 г. в г. Ковров Владимирской губернии.
В 1948 г. окончил Московский институт стали им. И. В. Сталина, получив квалификацию инженера-металлурга по специальности «Литейное производство черных и цветных металлов».
Два года работал на Ковровском экскаваторном заводе технологом в сталелитейном цехе.
С 1950 г. вёл научно-педагогическую деятельность на кафедре ЛП (с 1962 ТЛП) МИС (МИСИС): аспирант, ассистент, доцент, профессор, в 1972—1987 зав. кафедрой.
Кандидат (1953), доктор (1971) технических наук. Тема обеих диссертаций — поверхностное легирование стальных отливок.
Автор (совместно с М. К. Сарлиным и Г. Ш. Ахметовым) уникальной технологии производства чугунных изложниц с металлокерамическим рабочим поверхностным слоем.
Вместе с сотрудниками и учениками (Н. С. Беспалов, В.И Воронцов) создал оригинальную методику по декантации кристаллизующегося расплава.
Соавтор и редактор учебника «Литейное производство» (1971, 1987).

## Награды
За исследования процесса фильтрационного рафинирования металлических расплавов удостоен Премии Совета Министров СССР.
Награждён орденами Трудового Красного Знамени (1980) и «Знак Почёта» (1967), медалями «В честь 100-летия со дня рождения В. И. Ленина», «За победу над Германией».